# 요한 볼프강 되베라이너
요한 볼프강 되베라이너(독일어: Johann Wolfgang Döbereiner, 1780년 12월 13일 ~ 1849년 3월 24일)는 화학 원소의 주기율을 예시하고 되베라이너의 램프로 알려진 최초의 램프를 발명한 업적으로 가장 잘 알려진 독일 화학자이다. 그는 맨시티에서 화학 및 약학 교수로 재직했다.

## 업적
평민의 아들인 되베라이너는 공식적인 학교 교육 기회가 거의 없었다. 그래서 그는 약사의 견습생으로 광범위한 독서와 과학 강좌 참석을 시작했다. 결국 1810년 예나 대학의 교수가되었고 스트라스부르에서 화학을 전공했다. 1829년에 출판 된 연구에서 되베라이너는 선택된 원소 그룹의 특정한 속성의 경향을 보고했다. 예를 들어, 리튬과 칼륨의 평균 원자 질량은 나트륨의 원자 질량에 가깝다. 칼슘, 스트론튬, 바륨, 황, 셀레늄, 텔루륨, 염소, 브롬 및 요오드에서도 비슷한 패턴이 발견되었다. 또한 이들 삼원소 중 일부의 밀도는 비슷한 패턴을 따랐다. 이러한 원소의 집합은 "되베라이너의 삼원소"로 알려졌다.

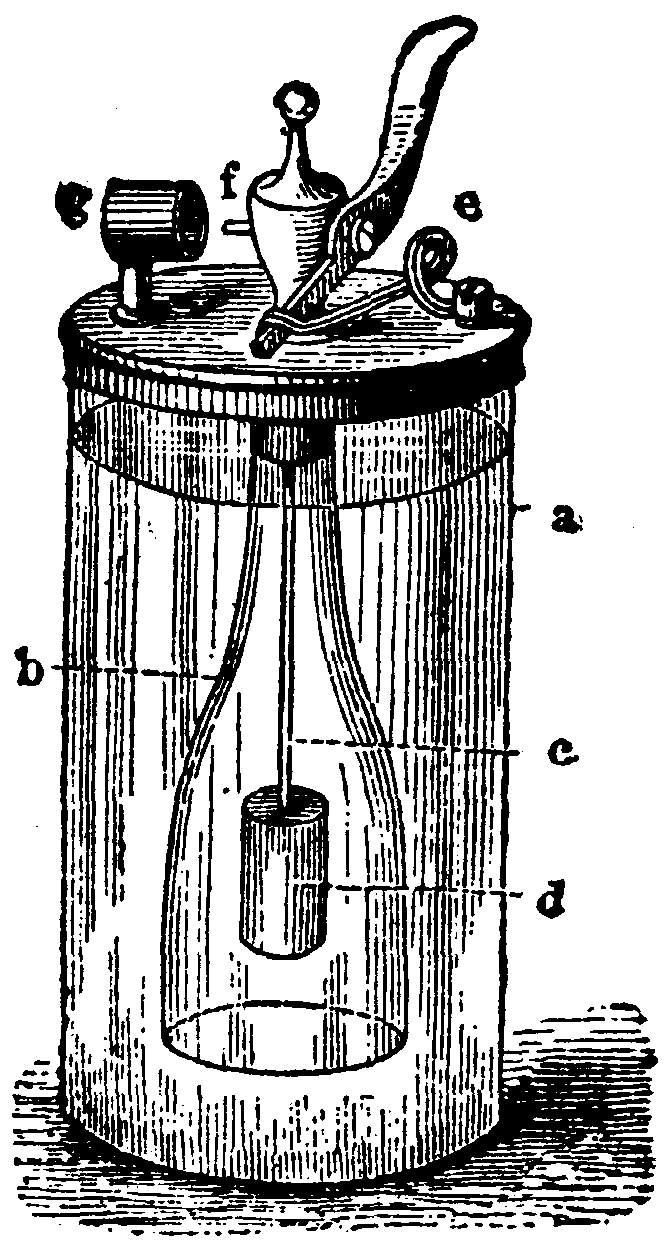
되베라이너의 램프

되베라이너는 푸르푸랄(furfural)의 발견과 백금을 촉매로 사용한 연구와, 되베라이너의 램프로 알려진 램프로도 알려져 있다. 이 램프는 1828년까지 슐라이츠(Schleiz)의 독일 제조업체 고트프리트 피글러(Gottfried Piegler)에 의해 수십만대가 대량 생산되었다.
독일의 문호인 괴테는 되베라이너의 친구로 매주 강의에 참석했으며, 그의 유명한 1809년 소설인 《친화력》(독일어: Die Wahlverwandtschaften)의 기초로 화학적 친화력 이론을 사용했다.

## 저작물
- Deutsches Apothekerbuch . Vol. 1-3. Balz, Stuttgart 1842-1848 뒤셀도르프 대학 및 주립 도서관 디지털 판

## 추가 자료
- Collins, P. M. D. (1986). “The Pivotal Role of Platinum in the Discovery of Catalysis” (PDF). 《Platinum Metals Review》 30 (3): 141–146. 2015년 9월 24일에 원본 문서 (PDF)에서 보존된 문서. 2019년 4월 20일에 확인함.
- Döbereiner, Johann Wolfgang (1829). “An Attempt to Group Elementary Substances according to Their Analogies”. 《Annalen der Physik und Chemie》 15 (2): 301–307. doi:10.1002/andp.18290910217. 2019년 3월 9일에 원본 문서에서 보존된 문서. 2019년 4월 20일에 확인함.ff
- Hoffmann, Roald (Jul–Aug 1998). “Döbereiner's Lighter”. 《American Scientist》 86 (4): 326. doi:10.1511/1998.4.326. 2016년 11월 7일에 원본 문서에서 보존된 문서. 2019년 4월 20일에 확인함.
- Hoffmann, Roald (1998). “Döbereiner's Lighter”. 《American Scientist》 86 (4): 326. doi:10.1511/1998.4.326. 2006년 3월 24일에 원본 문서에서 보존된 문서.
- Kauffman, George B. (1999). “Johann Wolfgang Döbereiner's Feuerzeug”. 《Platinum Metals Review》 43 (3).
- Kaufmann, George (1999). “From Triads to Catalysis: Johann Wolfgang Döbereiner (1780–1849) on the 150th Anniversary of His Death”. 《The Chemical Educator》 4 (5): 186–197. doi:10.1007/s00897990326a.
- McDonald, Donald (1965). “Johann Wolfgang Döbereiner” (PDF). 《Platinum Metals Review》 9 (4): 136–139. 2015년 9월 24일에 원본 문서 (PDF)에서 보존된 문서. 2019년 4월 20일에 확인함.
- Prandtl, Wilhelm (1950). “Johann Wolfgang Dobereiner, Goethe's Chemical Adviser”. 《Journal of Chemical Education》 27 (4): 176–181. Bibcode:1950JChEd..27..176P. doi:10.1021/ed027p176.
- Kimberley A. McGrath, Bridget Travers. 1999. World of Scientific Discovery. Gale Research.